# Хоакин Алмуния
Хоакин Алмуния Аман (на испански: Joaquín Almunia Amann) е испански политик от Испанската социалистическа работническа партия (ИСРП).

## Биография
Алмуния е роден на 17 юни 1948 г. в Билбао. Завършва право и икономика в Университета на Деусто в родния си град, след което е икономист в представителството на испанските търговски камари в Брюксел (1972 – 1975) и в профсъюза Общ съюз на работниците (1976 – 1979).
През 1979 г. Хоакин Алмуния е избран за депутат от ИСРП. В правителствата на Фелипе Гонсалес е министър на заетостта (1982 – 1986) и на държавната администрация (1986 – 1991). През 1997 г. Гонсалес се оттегля и Алмуния оглавява партията, но след тежкото изборно поражение през 2000 г. подава оставка.
През 2004 г. Хоакин Алмуния става европейски комисар по икономическите и паричните въпроси в първия състав на Европейската комисия, оглавяван от Жузе Мануел Барозу. През 2010 г. е избран и във втория състав, оглавяван от Барозу, като заместник-председател и европейски комисар по конкуренцията.